# Kristina Groves
Kristina "Krisy" Groves (Ottawa, Ontario, 4 december 1976) is een Canadees voormalig schaatsster. Groves is woonachtig in Calgary. Vanaf het seizoen 1997-1998 maakte ze deel uit van het nationale team langebaanschaatsen.

## Biografie
Groves doet zowel aan langebaanschaatsen als aan wielrennen. Andere hobby's zijn skiën en het maken van trektochten. Zoals veel schaatsers van het Noord-Amerikaanse continent is ook Groves begonnen als shorttracker, maar daarvoor vond ze zichzelf niet agressief genoeg. De Olympische Spelen van Calgary in 1988 hebben Groves doen besluiten voor het langebaanschaatsen te kiezen.
Groves is een echte allrounder. Naast de lange afstanden 3000 en de 5000 meter beheerst ze ook de 1500 meter. Op al deze afstanden behaalde ze al diverse toptienklasseringen tijdens wereldbekerwedstrijden.
Kristina Groves nam van 1999 tot en met 2009 elf keer deel aan het Continentaal kampioenschap schaatsen (het kwalificatietoernooi voor de WK Allround). In 2002, 2004, 2007 en 2009 werd ze winnares van dit toernooi. Ze plaatste zich alle keren voor de WK Allround. Groves' beste prestaties op de WK Allroundtoernooien zijn de derde plaatsen op het WK Allround van 2006 en 2008 en de tweede plaats op het WK van 2009.
Groves plaatste zich drie maal voor de Olympische Spelen. Op de Olympische Winterspelen van Salt Lake City in 2002 behaalde ze daar op de 3000 en de 5000 meter respectievelijk de achtste en de tiende plaats. Op de Olympische Winterspelen 2006 in Turijn haalde ze een zilveren medaille op de 1500 meter, achter haar landgenote Cindy Klassen en voor de Nederlandse schaatsster Ireen Wüst. Tevens maakte ze deel uit van het Canadese team dat zilver won op de ploegenachtervolging. Tijdens haar deelname aan de Olympische Winterspelen 2010 in Vancouver won ze opnieuw zilver op de 1500 meter en tevens brons op de 3000 meter.

## Records

### Persoonlijke records
| Afstand    | Tijd    | Datum            | Baan    |
| ---------- | ------- | ---------------- | ------- |
| 500 meter  | 38,75   | 18 maart 2006    | Calgary |
| 1000 meter | 1.14,51 | 2 maart 2007     | Calgary |
| 1500 meter | 1.53,18 | 17 november 2007 | Calgary |
| 3000 meter | 3.58,11 | 4 december 2009  | Calgary |
| 5000 meter | 6.54,55 | 19 maart 2006    | Calgary |

### Wereldrecords
| Nr. | Afstand                 | Tijd    | Datum            | Baan    |
| --- | ----------------------- | ------- | ---------------- | ------- |
| 1.  | Ploegenachtervolging *  | 3.05,49 | 12 november 2004 | Hamar   |
| 2.  | Ploegenachtervolging *  | 3.03,07 | 20 november 2004 | Berlijn |
| 3.  | Ploegenachtervolging ** | 2.55,79 | 6 december 2009  | Calgary |

- * samen met Clara Hughes & Cindy Klassen
- ** samen met Christine Nesbitt & Brittany Schussler

## Resultaten
| Jaar      | CK N-Amerika | WK Allround | WK Sprint | WK Afstanden                                        | Olympische Spelen                                      | Wereldbeker                  | WK Junioren |
| --------- | ------------ | ----------- | --------- | --------------------------------------------------- | ------------------------------------------------------ | ---------------------------- | ----------- |
| 1996      |              |             |           |                                                     |                                                        |                              | NC21        |
| 1997 1998 |              |             |           |                                                     |                                                        |                              |             |
| 1999      | Brons        | NC19        |           | 19e 1500m 18e 3000m                                 |                                                        |                              |             |
| 2000      | 4e           | NC18        |           | 19e 1500m 18e 3000m 11e 5000m                       |                                                        |                              |             |
| 2001      | Brons        | 11e         |           | 17e 1500m 14e 3000m 7e 5000m                        | 28e 1500m 18e 3/5km                                    |                              |             |
| 2002      | Goud         | NC16        |           |                                                     | 20e 1500m 8e 3000m 10e 5000m                           | 15e 1500m 13e 3/5km          |             |
| 2003      | Brons        | 4e          |           | 13e 1500m 6e 3000m 6e 5000m                         |                                                        | 9e 1500m 9e 3/5km            |             |
| 2004      | Goud         | NC17        |           | 13e 1500m 6e 3000m 8e 5000m                         | 11e 1500m 8e 3/5km                                     |                              |             |
| 2005      | Brons        | 6e          |           | 12e 1500m · 3000m · 4e 5000m · achtervolging        | 8e 1500m 8e 3/5km                                      |                              |             |
| 2006      | Zilver       | Brons       |           |                                                     | 5e 1000m · 1500m · 8e 3000m · 6e 5000m · achtervolging | 41e 1000m · 4e 1500m · 3/5km |             |
| 2007      | Goud         | 7e          | 15e       | 6e 1000m · 1500m · 8e 3000m · 5000m · achtervolging |                                                        | 9e 1000m · 1500m · 5e 3/5km  |             |
| 2008      | Brons        | Brons       |           | 1000m · 1500m · 3000m · 5000m · achtervolging       | 12e 1000m · 1500m · 4e 3/5km                           |                              |             |
| 2009      | Goud         | Zilver      |           | 9e 1000m · DQ 1500m · 3000m · 5000m · achtervolging | 1000m · 1500m · 3/5km                                  |                              |             |
| 2010      | Goud         | Zilver      |           |                                                     | 4e 1000m · 1500m · 3000m · 6e 5000m · 5e achtervolging |                              |             |

NC# = niet gekwalificeerd voor de laatste afstand, maar wel als # geklasseerd in de eindrangschikking

### Medaillespiegel
| Kampioenschap     | Goud | Zilver | Brons |
| ----------------- | ---- | ------ | ----- |
| CK Noord-Amerika  | 5    | 1      | 5     |
| Olympische Spelen | 0    | 3      | 1     |
| WK Afstanden      | 3    | 3      | 7     |
| WK Allround       | 0    | 2      | 2     |
| Wereldbeker       | 2    | 1      | 3     |